# Moschea di Sokollu Mehmed Pascià (Büyükçekmece)
La moschea di Sokollu Mehmed Pascià (in turco Sokollu Mehmet Paşa Camii) è una moschea di Büyükçekmece, un sobborgo di Istanbul posto sulla sponda europea del Bosforo.

## Storia e descrizione
La moschea venne commissionata dal gran visir Sokollu Mehmed Pascià all'architetto di corte Mimar Sinan nel 1566. L'anno seguente la moschea venne aperta ai fedeli. Fu pesantemente restaurata tra il 1962 ed il 1963. La moschea si trova presso l'altra grande opera realizzata da Sinan a Büyükçekmece, il ponte di Solimano il Legislatore.
L'interno della moschea è caratterizzato dalla presenza di un miḥrāb, un pulpito e un minbar tutti realizzati in legno.
Nel cortile della moschea, presso il muro di cinta, si trova il minareto-minbar. Ricavato da un singolo blocco di pietra, questo minareto-minbar è uno dei soli due costruiti dal grande architetto ottomano, l'altro si trova nella Moschea di Sinan Pascià a Fatih, nel centro di Istanbul. Esso è di forma ottagonale ed è dotato di una scalinata di undici gradini. La cupola a cipolla è sorretta da otto pilastri, mentre le balconate, sovrastate da archi a forma di ferro di cavallo, sono decorate con motivi esagonali a loro volta ripartiti in triangoli.